# Hyundai Santa Fe
Hyundai Santa Fe er en SUV fra den sydkoreanske bilfabrikant Hyundai, fremstillet siden efteråret 1999. Bilen findes både med for- og firehjulstræk og var i Hyundai-koncernen ved sin introduktion størrelsesmæssigt placeret mellem Hyundai Tucson og den større offroader Terracan, i USA mellem Tucson og Veracruz (siden 2006) hhv. i Europa ix55 (siden 2008).

## Santa Fe (type SM, 1999−2006)
Med introduktionen af Hyundai Santa Fe i september 1999 forsøgte den sydkoreanske bilfabrikant for første gang at optræde i klassen for "sportslige universalbiler" (SUV). Dette gik dog ikke helt som forventet, muligvis på grund af det for den tid stadigvæk usædvanlige karrosseridesign. Helt anderledes gik det i USA, hvor efterspørgslen efter Hyundai Santa Fe var ekstremt stor, hvilket gjorde modellen til bestseller i Hyundais modelprogram og medførte lang leveringstid. I Rusland er Santa Fe siden 2005 blevet bygget af Taganrogski Awtomobilny Sawod.
Siden 2007 hedder modellen Santa Fe Classic. I Kina bygges første generation af Santa Fe fortsat og sælges under varemærket Beijing-Hyundai. Sideløbende med denne model sælges siden 2008 også en billigere version under navnet Hawtai Santa Fe. En speciel sportsudgave fås under betegnelsen C9 med aggressiv styling og med effekt mellem 118 og 215 hk.

### Teknik
Som standard havde samtlige Santa Fe-versioner af første generation, med undtagelse af modellen med 2,7-liters V6-motor, forhjulstræk (2WD Two Wheel-Drive (tohjulstræk)). Mod merpris kunne alle andre motorvarianter fås med firehjulstræk (4WD).
Firehjulstrækket var frem til slutningen af 2005 et rent mekanisk styret system. En viskokobling fordelte alt efter spin drivkraften mellem for- og bagakslen. Standard var 60% til forakslen og 40% til bagakslen, ved spin max. 10% til forakslen og 90% til bagakslen. I stedet for den monterede viskokobling monteredes fra faceliftet i 2005 (på diesel VGT, fra 2006 på benzinmotorerne), et elektronisk styret system med elektromagnetisk aktiveret flerskivet kobling ("Interactive Torque Management"). Derved muliggjordes i kombination med antispinreguleringen (alt efter marked) en variabel kraftfordeling til hvert enkelt hjul. Ved kørsel på almindelig vej styrer systemet den samlede drivkraft til forhjulene. Derimod forsynes baghjulene med op til 50% af trækkraften ved spin på forakslen.
Antispinregulering kunne alt efter marked fås i kombination med forskellige motorer. ESP kunne ikke fås, men ABS var derimod standardudstyr i de fleste europæiske lande.

### Terrænegenskaber
- Hældningsvinkel fortil/bagtil: 26°/28°
- Rampevinkel: 21°
- Min. frihøjde: 180 mm
- Max. vanddybde: 500 mm

### Sikkerhed
Som standard var europæiske modeller udelukkende udstyret med to frontairbags. Alt efter land, motor og udstyr varierede dette dog. Så f.eks. kunne modellen i Schweiz i lang tid kun fås med 2,7-liters V6-benzinmotor med firehjulstræk samt front- og sideairbags til fører og forsædepassager (i 2004 suppleret med 145 hk-dieselmotoren).
Hyundai Santa Fe opnåede i en kollisionstest gennemført af Euro NCAP i 2002 16 point ud af 18 mulige for sidekollisionssikkerhed i den testede version uden sideairbags. Ved frontalkollisionstest fik Santa Fe 9 ud af 16 mulige point, mens fodgængersikkerheden blev dårligt bedømmet med en stjerne ud af fire mulige. Derved lå resultat over efterfølgeren (med nul stjerner).

### Facelift
I november 2004 gennemgik Santa Fe i rammerne af et facelift større og mindre forandringer. Så Santa Fe fik f.eks. et nyt firehjulstræksystem, en ny VTG-dieselmotor, modificerede kofangere, ny kølergrill med tværstriber samt detailmodifikationer i kabinen med bl.a. modificeret instrumentbræt.
- Hyundai Santa Fe (2004–2006)
- Bagfra

### Farver
Santa Fe-modellerne af første generation fandtes med følgende lakeringer:
| Solid Weiß | Metallic Warm Silver | Metallic Stone Grey | Metallic Ocher Beige | Metallic Gold | Metallic Cooper Orange | Metallic Oyster Blue | Metallic Pine Green | Metallic Dark Navy Blue | Metallic Dark Red | Solid Ebony Black |

### Motorer[6]
| Model         | Cylindre | Ventiler | Slagvolume cm³ | Max. effekt kW (hk) / omdr. | Max. drejningsmoment Nm / omdr. | 0-100 km/t sek. | Topfart km/t | Byggeår     |
| ------------- | -------- | -------- | -------------- | --------------------------- | ------------------------------- | --------------- | ------------ | ----------- |
| Benzinmotorer |          |          |                |                             |                                 |                 |              |             |
| 2.0           | 4        | 16       | 1997           | 99 (135) / 5800             | 183 / 4600                      | 12,2            | 174          | 1999 − 2006 |
| 2.4           | 4        | 16       | 2351           | 107 (145) / 5500            | 204 / 4000                      | 11,4            | 173          | 1999 − 2006 |
| 2.7           | 6        | 24       | 2656           | 132 (180) / 6000            | 255 / 4000                      | 11,6            | 182          | 1999 − 2006 |
| 3.5           | 6        | 24       | 3497           | 149 (203)                   |                                 |                 |              |             |
| Dieselmotorer |          |          |                |                             |                                 |                 |              |             |
| 2.0 CRDi      | 4        | 16       | 1991           | 82 (112) / 4000             | 255 / 2000                      | 13,7            | 167          | 2001 − 2006 |
| 2.0 CRDi VGT  | 4        | 16       | 1991           | 92 (125) / 4000             | 285 / 1950                      | 13,0            | 171          | 2004 − 2006 |
| 2.0 CRDi VGT  | 4        | 16       | 1991           | 107 (145) / 4100            | 285 / 1950                      | 12,3            | 178          | 2004 − 2006 |

1. ↑  Kun for Nordamerika

## Santa Fe (type CM, 2006−2012)
I april 2006 introduceredes en grundlæggende modificeret Santa Fe. Designet havde så godt som intet til fælles med forgængeren. Den nye model var vokset i alle dimensioner og havde mere plads i kabinen, så den for første gang nu mod merpris kunne fås med en tredje sæderække, som gjorde modellen til syv- i stedet for fempersoners.
Designet og frem for alt kvaliteten samt de benyttede materialer blev forbedret, for at bilen skulle henvende sig til en yngre købergruppe med et mere moderne design. Betydeligt forbedrede køreegenskaber og sportsligere motorer var for Hyundai udslagsgivende for at Santa Fe nu kunne kalde sig "Sportsroader".
Siden 2009 bygges modellen sammen med sin koreanske søstermodel Pyeonghwa Ppeokkugi i rammerne af det i august 2007 nedsatte joint venture ArvinMeritor-Hyundai i tjekkiske Nošovice. Pyeonghwa har indtil videre kun været markedsført i Korea, Kina og Tjekkiet. Begge modeller fås med de samme motorer og det samme interiør og adskiller sig kun fra hinanden gennem det benyttede logo og det på bagklappen monterede modelnavn.
Bilerne til det nordamerikanske marked er derimod siden marts 2006 blevet bygget hos Hyundai Motor Manufacturing Alabama i Montgomery, Alabama. På grund af fabrikkens begrænsede kapacitet var produktionen i september 2010 nødt til at flyttes til Kia Motors Manufacturing Georgia's fabrik i West Point.

### Facelift
I det sene efterår 2009 fik Santa Fe et facelift fortil og bagtil. Fra dette tidspunkt kunne modellen ikke længere fås med sekscylindret benzinmotor, men derimod kun firecylindrede motorer.
- Hyundai Santa Fe (2009–2011)
- Bagfra

I slutningen af 2011 gennemførtes yderligere et facelift af Santa Fe, som kunne kendes på den sølvlakerede underkøringsbeskyttelse foran og bagpå samt en kromliste bagpå. Yderligere kendetegn var de sorte fatninger til tågeforlygterne og en sort tagræling.
På tagrælingen bortfaldt de to fastmonterede tværbærere, så Santa Fe i stedet fik en åben ræling ligesom de fleste personbiler. Dieselmotoren 2,2 CRDi havde nu 197 hk og et bedre drejningsmoment, og opfyldt nu Euro5-normen.

### Udstyr
Den eneste udstyrsvariant som CM-modellen fandtes i var GLS. Den havde som standard bl.a. centrallåsesystem med fjernbetjening, el-ruder foran og bagi, alarmanlæg samt kørecomputer, forkromede dørhåndtag, tagræling og el-sidespejle.
I forhold til forgængeren var sikkerhedudstyret betydeligt udvidet. ESP og ABS samt gardin-, side- og frontairbags, elektronisk bremsekraftfordeling, aktive nakkestøtter foran og sidekollisionsbeskyttelse i dørene var standardudstyr. Senere kom en Premium-version med bl.a. læderkabine, navigation, bakkamera, fartpilot, xenonforlygter, lyssensor, dæktrykskontrolsystem m.v.
Ekstraudstyr:
- F.eks. komfortpakke med el-justerbare lædersæder og sædevarme, fartpilot og tonede ruder samt metalindstigningslister og læderrat/-gearknop; på biler uden firehjulstræk desuden dobbelt klimaautomatik med luftkvalitetssensor
- Elektrisk panoramaskydetag
- Metal- eller mineraleffektlakering

### Specialmodeller
Den 23. maj 2007 introducerede Hyundai specialmodellen Vanilla White, for at øge de i forhold til den mindre Hyundai Tucson lave salgstal. Modellen kunne udefra kendes på sin hvide lakering, 20" alufælge samt underkøringsbeskyttelse foran og bagpå. Kabinen var udstyret med lædersæder, -rat og -gearknop, sædevarme foran, dørindstigningslister i metaloptik, mørktonede ruder bagi samt fartpilot. Den til 100 biler begrænsede version fandtes udelukkende med 2,2-liters dieselmotor og firehjulstræk.
Op til introduktionen af efterfølgeren, Santa Fe III, solgtes Santa Fe II (CM) fra september 2012 som Premium-model med automatgear og firehjulstræk.

### Farver
| Solid Vanilla White | Metallic Platinum Silver | Metallic Satin Beige | Metallic Natural Khaki | Metallic Blue Titanium | Mineraleffekt Blue Onyx | Metallic Superior Red | Solid Ebony Black |

### Sikkerhed
Modellen bedømmes af det svenske forsikringsselskab Folksam som værende mindst 20 procent sikrere end middelbilen.

### Motorer[6]
| Model         | Cylindre | Ventiler | Slagvolume cm³ | Max. effekt kW (hk) / omdr. | Max. drejningsmoment Nm / omdr. | 0-100 km/t sek. | Topfart km/t | Byggeår     |
| ------------- | -------- | -------- | -------------- | --------------------------- | ------------------------------- | --------------- | ------------ | ----------- |
| Benzinmotorer |          |          |                |                             |                                 |                 |              |             |
| 2.4           | 4        | 16       | 2359           | 128 (174) / 6000            | 226 / 3750                      | 10,7            | 190          | 2009 − 2012 |
| 2.7           | 6        | 24       | 2656           | 139 (189) / 6000            | 248 / 4000                      | 10,0            | 190          | 2006 − 2009 |
| 3.3           | 6        | 24       | 3342           | 178 (242)                   | 304 / 3500                      |                 |              |             |
| 4.4           | 8        | 32       | 4378           | 235 (319)                   | 390 / 3000                      |                 |              |             |
| Dieselmotorer |          |          |                |                             |                                 |                 |              |             |
| 2.2 CRDi      | 4        | 16       | 2188           | 110 (150) / 4000            | 335 / 1800 − 2500               | 11,3            | 180          | 2006 − 2008 |
| 2.2 CRDi      | 4        | 16       | 2188           | 114 (155) / 4000            | 343 / 1800 − 2500               |                 |              | 2007 − 2009 |
| 2.2 CRDi      | 4        | 16       | 2188           | 145 (197) / 3800            | 422 / 1800 − 2500               | 9,5             | 190          | 2009 − 2012 |

## Santa Fe (type DM, 2012−)
I september 2012 kom tredje generation af Hyundai Santa Fe på markedet.
Modsat tidlige planer om at modellen i Europa skulle have været omdøbt til Hyundai ix45, bibeholdtes også her navnet Santa Fe. Modellen findes i USA i to forskellige længder, hvor den korte version sælges under navnet Santa Fe Sport.
- Bagfra
- Hyundai Santa Fe LWB (2012−)

I USA står følgende motorer til rådighed:
- Benzin:
  - 2,4 (140 kW/190 hk)
  - 2,0 Turbo (194 kW/264 hk)
  - 3,3 V6 (213 kW/290 hk)

### Motorer[6]
| Model         | Cylindre | Ventiler | Slagvolume cm³ | Max. effekt kW (hk) / omdr. | Max. drejningsmoment Nm / omdr. | 0-100 km/t sek. | Topfart km/t | Byggeår  |
| ------------- | -------- | -------- | -------------- | --------------------------- | ------------------------------- | --------------- | ------------ | -------- |
| Benzinmotorer |          |          |                |                             |                                 |                 |              |          |
| 2.4           | 4        | 16       | 2359           | 141 (192) / 6300            | 242 / 4250                      | 10,0            | 190          | 9/2012 − |
| Dieselmotorer |          |          |                |                             |                                 |                 |              |          |
| 2.0 CRDi      | 4        | 16       | 1995           | 110 (150) / 4000            | 383 / 1800 − 2500               | 11,0            | 187          | 9/2012 − |
| 2.0 CRDi      | 4        | 16       | 1995           | 135 (184) / 4000            | 400 / 2000 − 2500               | 10,9            | 190          | 9/2012 − |
| 2.2 CRDi      | 4        | 16       | 2199           | 145 (197) / 3800            | 421 / 1800 − 2500               | 9,4             | 190          | 9/2012 − |